# Pseudomyrina bangueyana
Pseudomyrina bangueyana är en fjärilsart som beskrevs av Hans Fruhstorfer 1912. Pseudomyrina bangueyana ingår i släktet Pseudomyrina och familjen juvelvingar. Inga underarter finns listade.